# Gerberga av Sachsen
 Gerberga av Sachsen, född 913, död 969, var en drottning av Frankrike; gift med kung Ludvig IV av Frankrike.  Hon var regent under sin makes frånvaro 945, och som förmyndare för sin son mellan 954 och 959. 

## Biografi

### Tidigt liv
Hon var dotter till Tysklands kung, hertig Henrik I av Sachsen, och Matilda av Ringelheim. Hon var syster till Otto I (tysk-romersk kejsare) och Hedwig av Sachsen.
Hon gifte sig 929 med hertig Gilbert av Lothringen. Paret fick fyra barn. Gerperga uppges ha övertalat sin make att stödja hennes yngre bror Henrik I av Bayern i hans uppror mot deras äldre bror Otto 936. Gilbert avled 939. 

### Drottning
Gerperga gifte sig för andra gången med Ludvig IV av Frankrike. Ludvig ville komma i bättre position att göra anspråk på Lothringen, och dessutom få kontakter med sin främste inhemska motståndare, Hugo den vite, som var gift med Gerpergas syster Hedwig. Utrikespolitiskt agerade Gerperga medlare mellan Ludvig och sin bror Otto, och lyckades få Ludvig att ge upp sina krav på Lothringen. Hon arrangerade ett flertal diplomatiska möten mellan dem, och var 949 sin brors gäst i Aachen. År 945 togs Ludvig tillfånga av Hugo den vite. Gerperga blev då regent, och förhandlade framgångsrikt om hans frigivning. 

### Regent
År 954 avled Ludvig IV. Hans son var då endast 13 år gammal. Gerperga tog kontrollen som regent, och säkerställde att sonen valdes till kung av adeln med hjälp av stöd från sin svåger, Hugo den vite, vilket säkerställde hennes makt över Östra Franken mot inre hot, samtidigt som det skyddades mot yttre hot i form av hennes bror Otto. När hennes svåger Hugo avled 956 och hennes syster Hedwig blev regent för sin son i västra Franken, kontrollerades hela Frankrike av de två systrarna, stödda av deras bror ärkebiskopen av Köln. 
Gerberga beskrivs som bildad, intelligent och vacker med en god diplomatisk förmåga, och bevarade framgångsrikt statens stabilitet i en instabil tid fram till sin sons myndighetsdag. 

### Senare liv
När hennes son blev myndig 959 upphörde automatiskt hennes mandat som regent. I enlighet med vad som ansågs passande för en änkedrottning, gick hon i kloster och blev abbedissa i Notre-Dame i Soissons. Hennes liv som abbedissa var dock i praktiken friare än för andra abbedissor och hon deltog fortfarande i större högtider. År 965 deltog hon till exempel i Kölns riksdag för sin bror Otto I, när hennes son Lothar ingick ett äktenskapsallians med Ottos styvdotter Emma.